# Oliver Herber
Oliver Herber (* 9. September 1981 in Borna) ist ein ehemaliger deutscher Fußballspieler. Oliver Herber ist der Sohn des ehemaligen Oberligatorhüters der BSG Chemie Böhlen, Klaus Herber.

## Karriere
Herbers Karriere begann bei Hertha Zehlendorf. Über die Stationen Reinickendorfer Füchse (1999/2000) und Hertha-Amateure (2000–2002) schaffte er den Sprung in die Regionalliga. Nach guten Leistungen beim SV Babelsberg 03 in der Saison 2002/03 wurde er von Dynamo Dresden verpflichtet. Bereits in seinem ersten Jahr konnte Herber als Ersatztorhüter mit dem Dresdner Klub den Aufstieg in die 2. Bundesliga feiern. Im Sommer 2005 erlitt er nach einem Blutgerinnsel im Gehirn einen Schlaganfall. Dieser Schicksalsschlag warf ihn weit zurück. Fast schon abgeschrieben, kämpfte sich Oliver Herber 2006 wieder ins Aufgebot der SGD zurück und bestritt in der Folge auch wieder Spiele für Dynamo Dresden. In der Saison 2006/07 erkämpfte er sich durch starke Leistungen den Platz des ersten Torhüters zurück und verdrängte damit Tino Berbig aus der Stammformation. Nachdem Herber auch in der Hinrunde der Saison 2007/08 Stammtorwart war, verletzte er sich im Januar 2008 bei einem Vorbereitungsspiel gegen den 1. FC Brünn schwer an der linken Schulter und musste mehrere Monate pausieren. Nach der Saison 2007/08 erhielt er keinen neuen Vertrag bei der SG Dynamo Dresden. Nach Angaben von Ralf Minge, dem damaligen Sportdirektor, hat Herber zu hohe Forderungen gestellt. Herber jedoch sagte, dass nie mit ihm verhandelt wurde. Somit war er am Anfang der Saison 2009/2010 vereinslos.
Aufgrund einer erneuten Schulterverletzung, bei der er wieder hätte operiert werden müssen, beendete er am 24. September 2009 seine Karriere. Herber begann später an der Berufsakademie in Riesa ein Studium im Sport- und Eventmanagement zum Diplom-Betriebswirt und spielt beim ESV Lokomotive Pirna in der Kreisliga Ost Sächsische-Schweiz-Osterzgebirge.

## Erfolge / Bilanz
- 2004 Aufstieg in die 2. Bundesliga (mit Dynamo Dresden)
- 13 Zweitligaspiele (für Dynamo Dresden)
- 42 Regionalligaspiele (25 für den SV Babelsberg 03, 17 für Dynamo Dresden)
- 2007 Sachsenpokalsieger (mit Dynamo Dresden)